# Trần Hiếu Ngân
Trần Hiếu Ngân (Tuy Hòa, Phú Yên, 26 juni 1974) is een Vietnamese taekwondoka.
Tijdens de Olympische Zomerspelen 2000 in Sydney veroverde ze de zilveren medaille in de klasse tot 57 kg. Dit was de eerste medaille voor Vietnam ooit.

## Trivia
- Trần Hiếu Ngân won op de Olympische Spelen de zilveren medaille. De voornaam (Ngân) betekent ook zilver.